# Jagoda (botanika)

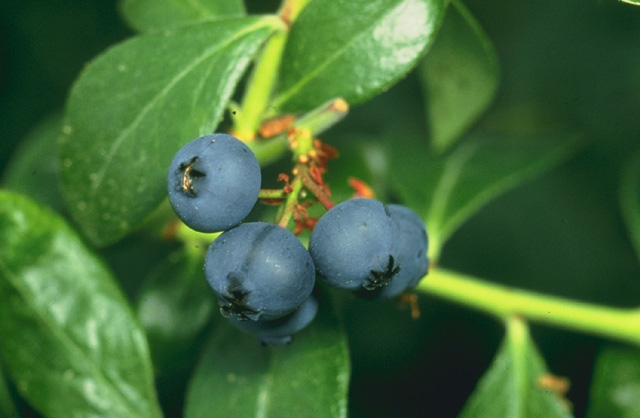
Jagody borówki czarnej

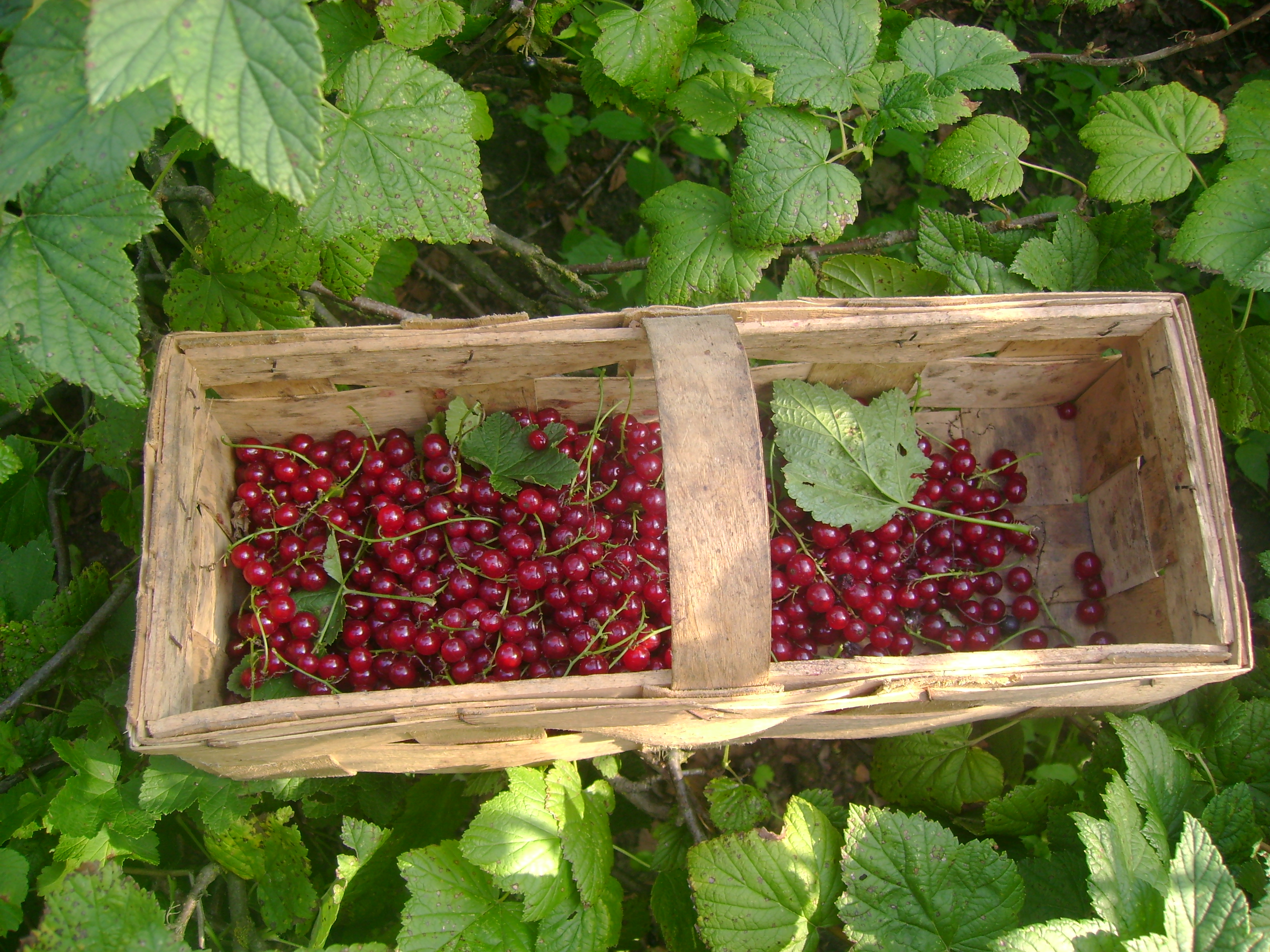
Jagody porzeczki czerwonej

Jagoda (łac. bacca) – owoc o mięsistej, niepękającej owocni, zbudowanej z zewnętrznego egzokarpu oraz zmięśniałego mezokarpu, wypełniającego całe wnętrze owocu. Cechą charakterystyczną jagody jest brak endokarpu. Bezpośrednio w mezokarpie znajdują się liczne (rzadko jedno) nasiona. Jagoda może składać się głównie z łożyska, co ma miejsce u pomidora. Jednonasienną jagodą jest daktyl i awokado, z powodu podobieństwa uważane przez innych za pestkowca.
Wyróżniane są też modyfikacje owoców typu jagoda. Jedną z nich są owoce roślin cytrusowych określane jako hesperidium. U tych roślin owoc powstaje z zalążni zrośniętej z wielu owocolistków. W takich owocach egzokarp jest spoisty i zawiera liczne gruczoły wydzielnicze. Mezokarp jest gąbczasty, a endokarp wytwarza gąbczaste woreczki wypełnione sokiem. Drugim rodzajem modyfikacji typu jagoda są owoce dyniowatych. Mezokarp jest niejednorodny, składa się z kolenchymy, sklerenchymy oraz miękiszu. W niektórych owocach dyniowatych wykształca się także peryderma.
Wykształcanie soczystej owocni jagód stanowi przystosowanie do zoochorii.
Przykłady roślin wykształcających jagody:
- arbuz
- awokado
- banan
- bażyna czarna
- berberys
- borówka
- chruścina jagodna
- dynia
- hurma
- pomidor
- winogrono
- żurawina